# Гракл прибережний
Гракл прибережний (Quiscalus major) — вид горобцеподібних птахів родини трупіалових (Icteridae). Поширений у Північній Америці.

## Поширення
Вид поширений вздовж узбережжя південно-східної частини Сполучених Штатів. Трапляється в прибережних солоних болотах і мангрових заростях, а у Флориді також у внутрішніх водах.

## Опис
Оперення дорослого самця повністю райдужно-чорне, включаючи дзьоб; райдужка жовтувато-коричнева. Доросла самиця менша, довжиною близько 26-33 см і вагою 90-115 г. Її хвіст коротший, ніж у самця, пропорційно розмаху крил; оперення коричневе, хвіст і крила більш темного тону. Молоді самці чорні, але без переливів, як у дорослих. Молоді самки схожі на дорослих, але мають білі плями на грудях. Вони мають довгий дзьоб, пристосований до всеїдного харчування.

## Спосіб життя
Вони всеїдні, харчуються комахами, дрібною рибою, жабами, яйцями, ягодами, насінням і зерном, у тому числі дрібними птахами.